# Сухая Мечётка (река)
Сухая Мечётка (Верхняя Мечётка, в нижней половине — Мечетка) — река в России, протекает по Городищенскому району Волгоградской области и в Тракторозаводском районе Волгограда. Правый приток Волги.
Протяжённость реки — 18,5 км, ширина — 150 м. Направление течения — юго-восточное. Впадает в Волгу на территории микрорайона Спартановка, примерно в 700 м ниже плотины Волжской ГЭС.
Река не имеет постоянного водотока, и вода бывает в ней в основном во время весенних паводков и ливней. Подвержена антропогенному влиянию, как и все остальные малые реки: пересечена транспортными дамбами. Общая площадь бассейна — 63,2 км², в черте города — 24 км². Скорость течения — в среднем 0,1 м/с. На правом берегу реки ближе к устью располагалась одноимённая палеолитическая стоянка.

## Флора и фауна
Бассейн реки располагается в степной природной зоне и отличается особой изрезанностью территории, с большим количеством мелких овражков. У самых берегов почвы плодородные пойменные, а далее преобладают массивы песков. Растений зарегистрировано 140 видов, животных — 200 видов. Обычным видом земноводных для Сухой Мечётки является озёрная лягушка. Из пресмыкающихся встречаются болотная черепаха и обыкновенный уж. Зимой у реки можно встретить стайки серых куропаток.

## Галерея

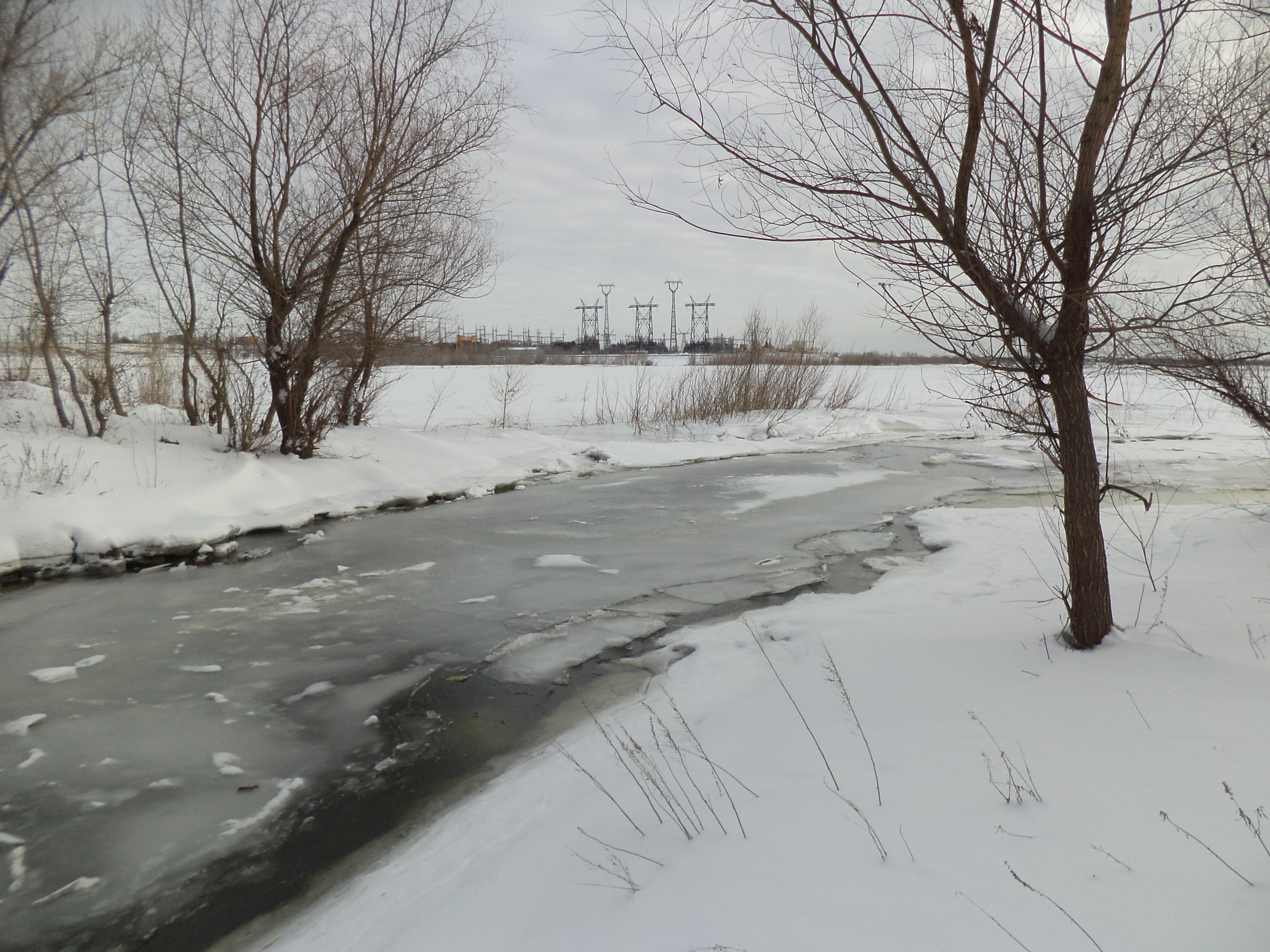
Устье Сухой Мечётки
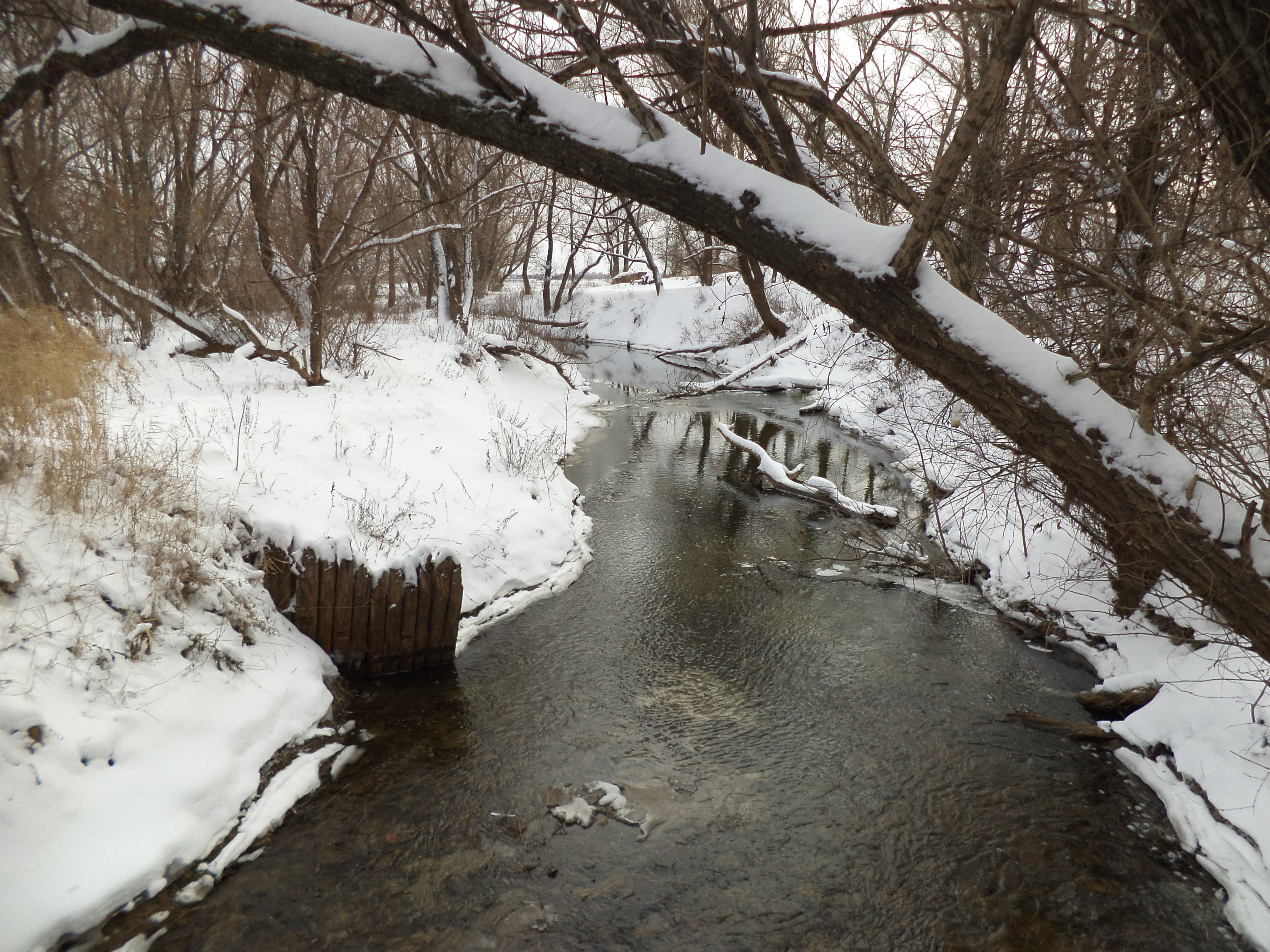
Сухая Мечётка
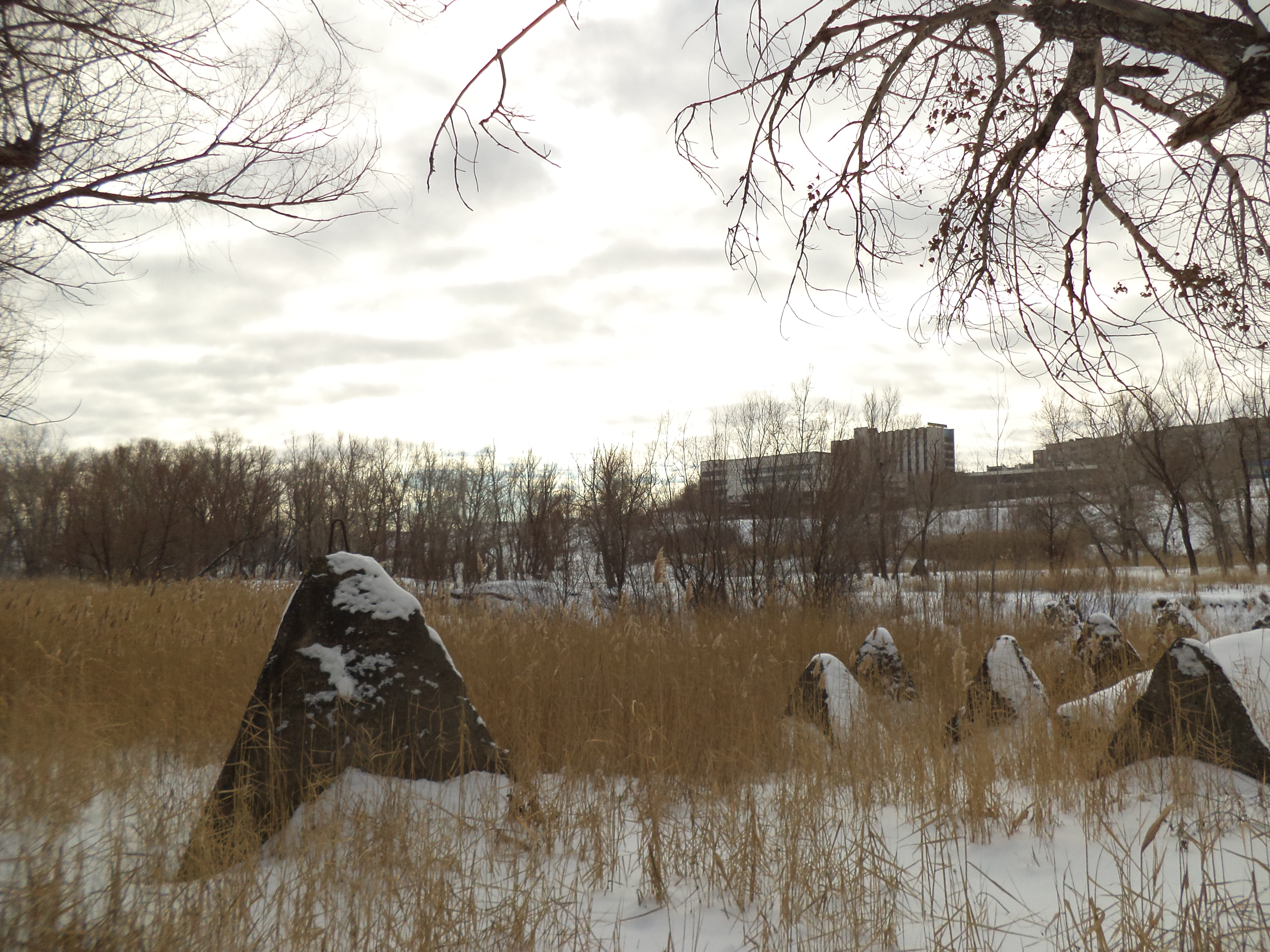
Зубы дракона на берегу Сухой Мечётки
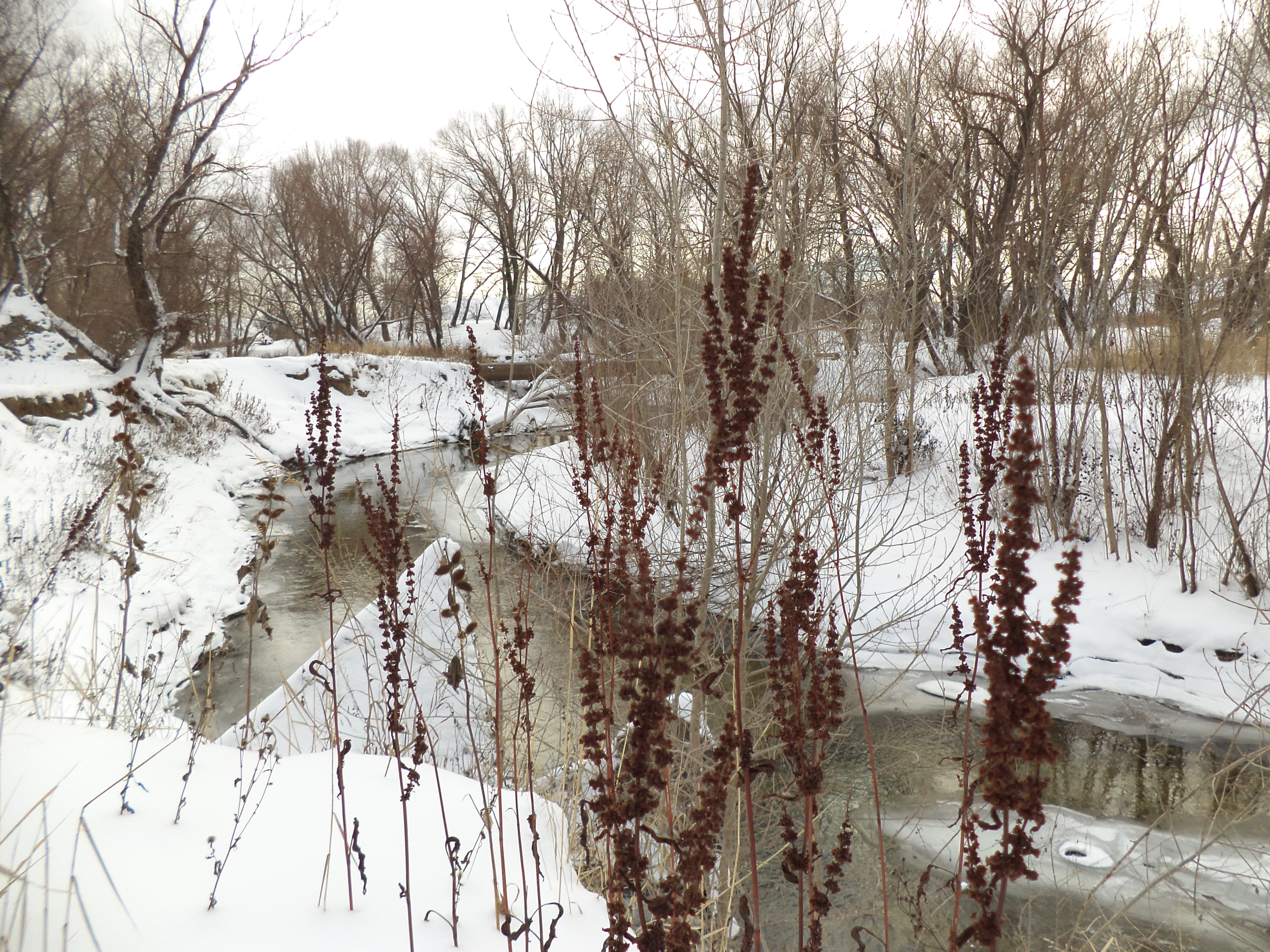
Сухая Мечётка
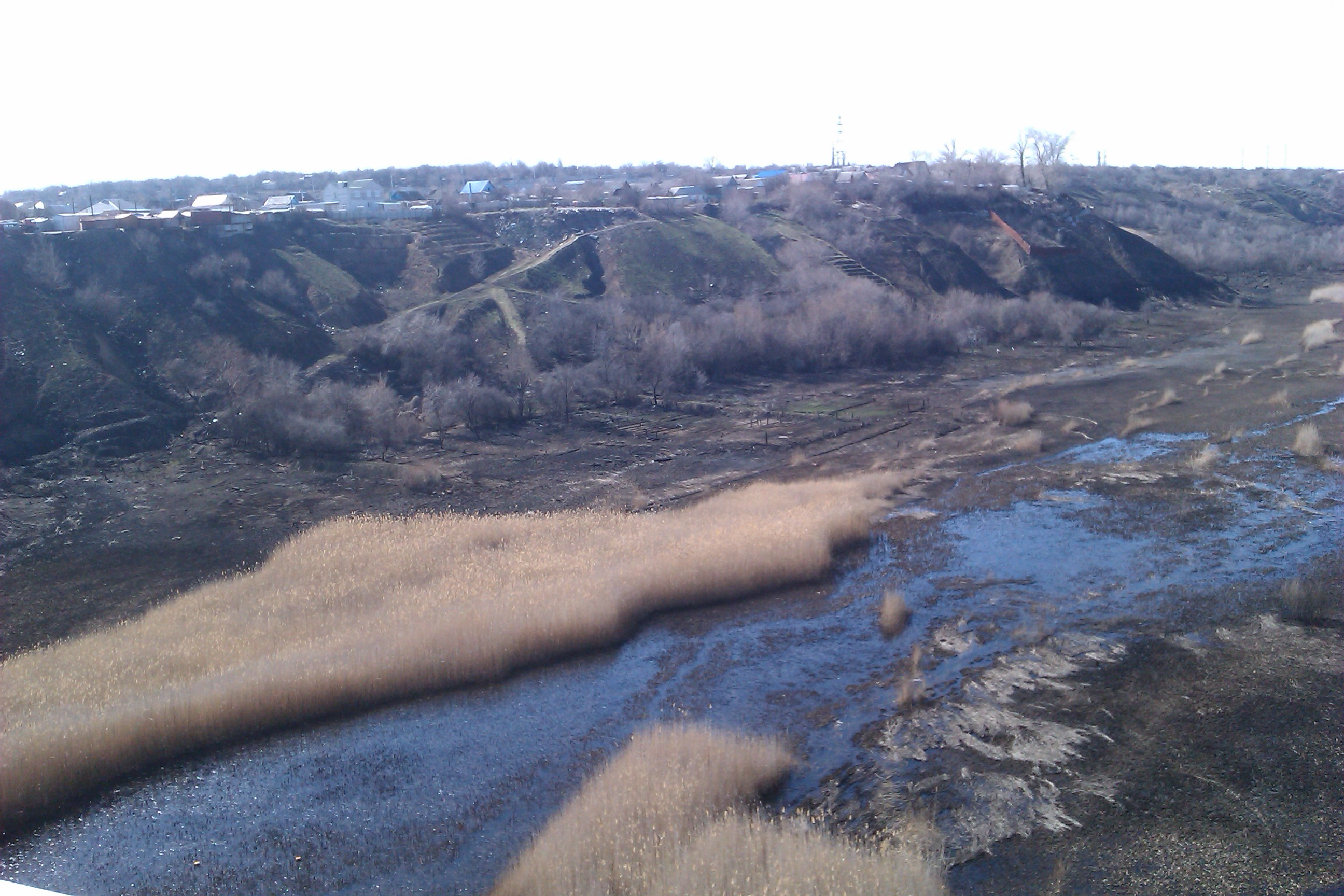
Последствия пожара